# Форт-Селкерк (вулканическое поле)
Форт-Селкерк (англ. Fort Selkirk) — вулканическое поле на территории Юкон, Канада.  

## География
Достигает высоты  1239 метров. Входит в состав Береговых хребтов. Является самым северным вулканом Канады. Находится недалеко от слияния рек Юкон и Пелли. К югу от вулканического поля расположено заброшенное одноимённое поселение. Наиболее значительные вулканические образования которые выделяются — это 2 конуса: Вуттон (712 м) и гора Волкано (1239 м), высшая точка вулканического поля.

## Геология и вулканизм
Расположен на пересечении 2-х линеаментов, один из которых идёт с востока на запад, другой - с северо-запада на юго-восток. Соответственно границы поля варьируются рекой Пелли, верхним и южным течением реки Юкон. Сложен преимущественно из щёлочных базальтов и оливинов, а также базанитовых потоков. Последние вулканические образования сложены нефеленитическими туфами. Входит в горную систему Кордильер. Образовался в недавний период. Были версии, что последняя вулканическая  активность происходила в конце плейстоцена, на это указывал состав почв, состоящий из гиалокластитовых туфов и брекчий, однако взятые пробы почв со дна ближайшего озера показали, что последняя активность происходила не позднее среднего голоцена. Также на вулканическую активность в современный период указывает отсутствие обильной растительности на склонах горы Вулкан. 
Пирокластический конус Вулкан покрыт вулканическим пеплом, на склонах имеются застывшие пирокластические потоки, которые направлялись на северо-восток и юго-запад от вершины горы в период извержения. Другой конус Вуттон образовался в результате вулканической активности в районе Волверин Крик.
В настоящее время вулканическое поле не подаёт какой-либо вулканической активности. Относится к условно-активным вулканам.